# 紙幣追跡
紙幣追跡（しへいついせき）とは、紙幣の動きを追跡することであり、鳥類学者が鳥類標識調査(en:Bird ringing)を用いて鳥の移動を追うことに類似した活動である。
利用者間の紙幣追跡を容易にする目的で、多数のウェブサイトが開設されている。これらのウェブサイトにおいて、ある利用者が登録した紙幣のシリアル番号が、既に他の利用者によって登録されていれば、その紙幣の動きが明らかとなる。紙幣を支払いに使用する前に登録することを奨励するサイトとそうでないサイトがあるが、これはその通貨を発行する国の規則に基づいている。
なお、これを発券銀行が自ら行う試みとして、ICチップを紙幣に埋め込み、動向を調査しようという計画がユーロ紙幣について検討されたが、コストの問題、プライバシーの問題等がネックになり実現はされていない。

## 主な紙幣追跡ウェブサイト
- Where's George? - ハンク・エスキンにより1998年12月に開設された、アメリカ合衆国ドルの追跡サイト。紙幣追跡プロジェクトの場として最初に開設されたサイトであり、他の紙幣追跡サイトの開設の火付け役となった。[1]
- Canadian Money Tracker - 1999年に開設されたカナダドルの追跡サイト。
- NoteTrace - 2006年に開設された、Google マップのインタフェースを用いたサイト。
- Where's Willy? - カナダドルの追跡サイト。
- EuroBillTracker  - 2002年1月1日に開設されたユーロ紙幣追跡サイト。ユーロ紙幣追跡サイトとしては最大。
- EuroTracer - 2番目に大きいユーロ紙幣追跡サイト。ユーロ紙幣の記号・番号のシステムや、国により異なるデザインを持つユーロ硬貨の分布についての研究も行っている。
- myEurobill - Google マップのインタフェースを用いたユーロ紙幣追跡サイト。Ruby on Railsを用いて開発されている。
- The Money Tracker - 2006年に開設されたオーストラリア・ドルの追跡サイト。オーストラリアのインタラクティブ・マップを用いている。
- Where's my Bucks - 2006年に開設されたランド（南アフリカ共和国の通貨）の追跡サイト。
- RUR Tracker - 2006年に開設されたロシア・ルーブルの追跡サイト。
- Kövesd a pénzed - 2006年に開設されたフォリント（ハンガリーの通貨）の追跡サイト。
- Where's Renminbi - 中国の人民元追跡サイト。
- TrackGandhi - 2007年に開設されたインド・ルピーの追跡サイト。
- SEK Tracker - 2004年に開設されたスウェーデン・クローナの追跡サイト。
- MESSAGE IN A BILL - 日本銀行券の追跡サイト。メッセージをつけることができる。

### 閉鎖したウェブサイト
- DoshTracker - UKポンドの追跡サイト。
- OSATSU.NET - 2000年に開設され、2007年に閉鎖された日本銀行券の追跡サイト。

## 大衆文化における紙幣追跡
1993年に公開されたアメリカ映画『風と共に去る20ドル!?』（原題：Twenty Bucks）において20ドル紙幣（USドル）の追跡がテーマとなった。
紙幣追跡と類似しており、且つその影響を受けているとされるものに、ブッククロッシングがある。これは番号をつけた古本を外へ放ち、その動きを追跡する活動である。